# Сахновський Олексій Володимирович
Граф Олексій Володимирович Сахновський (12 листопада 1901, Київ — 29 квітня 1964, Атланта) — американський промисловий дизайнер українського походження. Працював на американській фірмі Неш, там вперше в світі створив систему автоматичного приводу складного верху кабріолета. Працював над дизайном знаменитого передньо-привідного Корда моделі L-29, і над багатьма іншими проектами. Співпрацював із відомим дизайнером Бруксом Стівенсом, автором ретромобіля Екскалібур.

## Життєпис
Його родина походила з козацьких гетьманським родів, такими як Забіли, Лисенки, Безбородьки та Полуботки, а також знамениті дворянські роди Гоголя-Яновських, Терещенків та інших. Його батько був фінансовим радником Імператора, служив комендантом петроградського порту і керував прийманням військової техніки від союзників, мати донька мільйонера і цукрового магната Михайла Терещенка. У серпні 1918-го, через місяць після страти Миколи ІІ, батько покінчив із собою. У 1920 році Олексій з матір'ю і сестрою виїхав до тітки у Францію.
Навчався в Женевському університеті на інженерному факультеті, який він кинув на третьому курсі. Він переїхав у Париж, де не дуже успішно продавав модельєрам ескізи одягу. Згодом продовжив навчання в брюссельській школі мистецтв і ремесел. 
Олексій влаштувався на фірму, яка займається дизайном автобусів, Carrosserie Hibbard et Darrin перекладачем, він вільно володів чотирма мовами. Несподівано на його ескізи жіночих суконь звернув увагу один із засновників компанії, який був одночасно керівником кузовного ательє Carrosserie Van den Plas, що працює з ексклюзивними шасі і створювали на них ексклюзивні кузова. Олексію було доручено доопрацювання ескізів кузовів, перед відправленням їх клієнту, а згодом призначили на посаду артдиректора фірми. За час роботи в Carrosserie Van den Plas кузова від Сахновського отримали такі замовники, як індійський магараджа, син Конан Дойла і бельгійський принц. Згодом його стали залучати для окремих замовлень і інші європейські ательє, а роботи відзначалися нагородами на престижних конкурсах. Публікував статті для різних автомобільних журналів, які публікувалися по всьому світу.
У 1928 році отримав пропозицію від дизайнерського відділу концерну General Motors, але Сахновського не влаштував термін — всього 6 місяців. Згодом отримав пропозицію від кузовного ательє Hayes Mfg. Co., де отримав посаду артдиректора. За цей час з воріт Hayes Mfg. Co вийшло безліч найкрасивіших автомобілів, найтитулованішим серед яких став Cord L-29. Цікавий факт — у 1930 р. цей автомобіль виграв зразу два Гран-прі  у  Монте-Карло та Парижі, причому у столиці Франції головний приз йому присудили заочно, ще до прибуття авто в Париж.
Сахновський також виконав багато інших дизайнерських проектів, включаючи велосипеди, кухонні предмети та меблі. Він працював технічним редактором журналу Esquire з 1934 по 1960-і роки.